# NGC 2506
 NGC 2506，也稱為科德韋爾54，是在麒麟座的一個疏散星團。它是在1791年被威廉·赫歇爾發現的。

## 外部連結
- WikiSky上关于NGC 2506的内容：DSS2, SDSS, GALEX, IRAS, 氢α, X射线, 天文照片, 天图, 文章和图片